# Surhuizumer Mieden
Surhuizumer Mieden  of Surhuizumermieden (Fries en officieel: Surhuzumer Mieden) is een buurtschap en madegebied (hooiland) in de gemeente Achtkarspelen, in de Nederlandse provincie Friesland. Rond 1700 werd het gespeld als Suyr Huyster Hooylanden. Eekhoff geeft de naam in de 19e eeuw als Surhuister Hooilanden. De buurtschap ligt ten noordoosten van Surhuisterveen tussen Stroobos en Surhuizum. 
De buurtschap valt grotendeels in het postcodegebied van Surhuizum en een klein deel viel onder Stroobos. De buurtschap is met plaatsnaamborden afgebakend rond de Miedwei (Miedweg) en spreidt zich uit over een lengte van 3 kilometer. Het madegebied is een stuk groter en ligt grofweg ten zuiden van het Van Starkenborghkanaal, ten oosten van het dorp Surhuizum en ten westen van de Lauwers.

## De mieden
De mieden zijn een relatief open weidegebied, dat wordt onderverdeeld door elzenhagen. In het gebied zijn drie verkavelingsrichtingen zichtbaar. In het miedengebied liggen enkele pingoruïnes, die net als in de Drogehamstermieden zijn bedekt met knipklei en nu petgaten vormen, waaromheen elzenbosjes groeien. Andere petgaten ontstonden door vervening middels de baggelmethode (baggeren).
Begin 20e eeuw werden grote delen in cultuur gebracht met behulp van terpaarde van de terpen van Burum, Hogebeintum en Wetsens, die per praam werd aangevoerd. In het verlengde van de waterloop Tiltjewijk (Compagnonswijk) lag ten noorden van de Koaiwei (Kooiweg; ten noorden van de plaats waar de Tiltjewijk er vroeger onderdoor liep) tot in de 19e eeuw de eendenkooi van schilder Willem Bartel van der Kooi, die er een boerderij had genaamd Kooiplaats.

## Molen
De watermolen stond in het waterschap "Stroobos", in de Mieden op de T-splitsing van de Miedweg en de Oude Vaart. De achtkante wind- en watermolen, die in 1878 gebouwd werd in opdracht van het waterschap Stroobos, werd in 1928 afgebroken.
De molen bemaalde de Surhuister hooilanden op de Oude Vaart en lag 1,3 kilometer ten zuiden van de Lauwersbrug, aan de Oude Vaart.

## Buurthuis
In de buurtschap staat aan de Miedwei 46 de voormalige dependance van de kerk in Surhuizum. Het gebouwtje dateert uit 1928. Door de bewoners was geld ingezameld en is het gebouwd op een geschonken stukje land, voor de zangvereniging. Al snel werden ook de vergaderingen van bijbelstudieverenigingen daar gehouden. Voormalige dependance van de kerk in Surhuizum, genaamd Pro Rege (= voor de Koning), in 1980 gekocht voor 1 gulden door buurtvereniging De Mieden en hernoemd in Petersburg, naar een verdwenen boerderij. De naam Pro Rege staat nog in de nok van het gebouw vermeld. In 2017-2018 is het buurthuis grondig gerenoveerd na inzamelingsacties van de buurt (de Lammetjesdag) en financiële steun uit subsidies van provincie, gemeente en oranjefonds. 

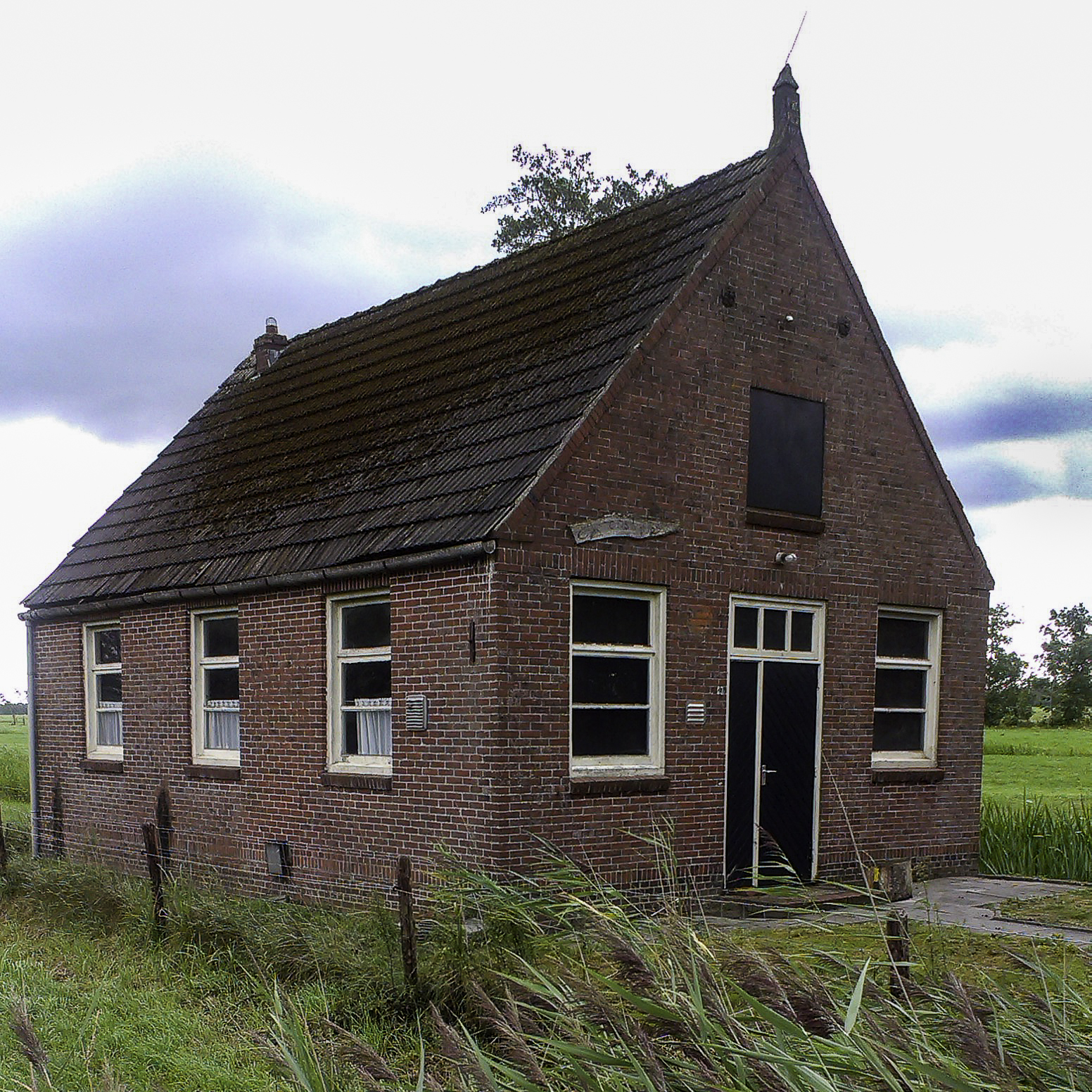
Buurtgebouw Petersburg in 2014, voor de renovatie
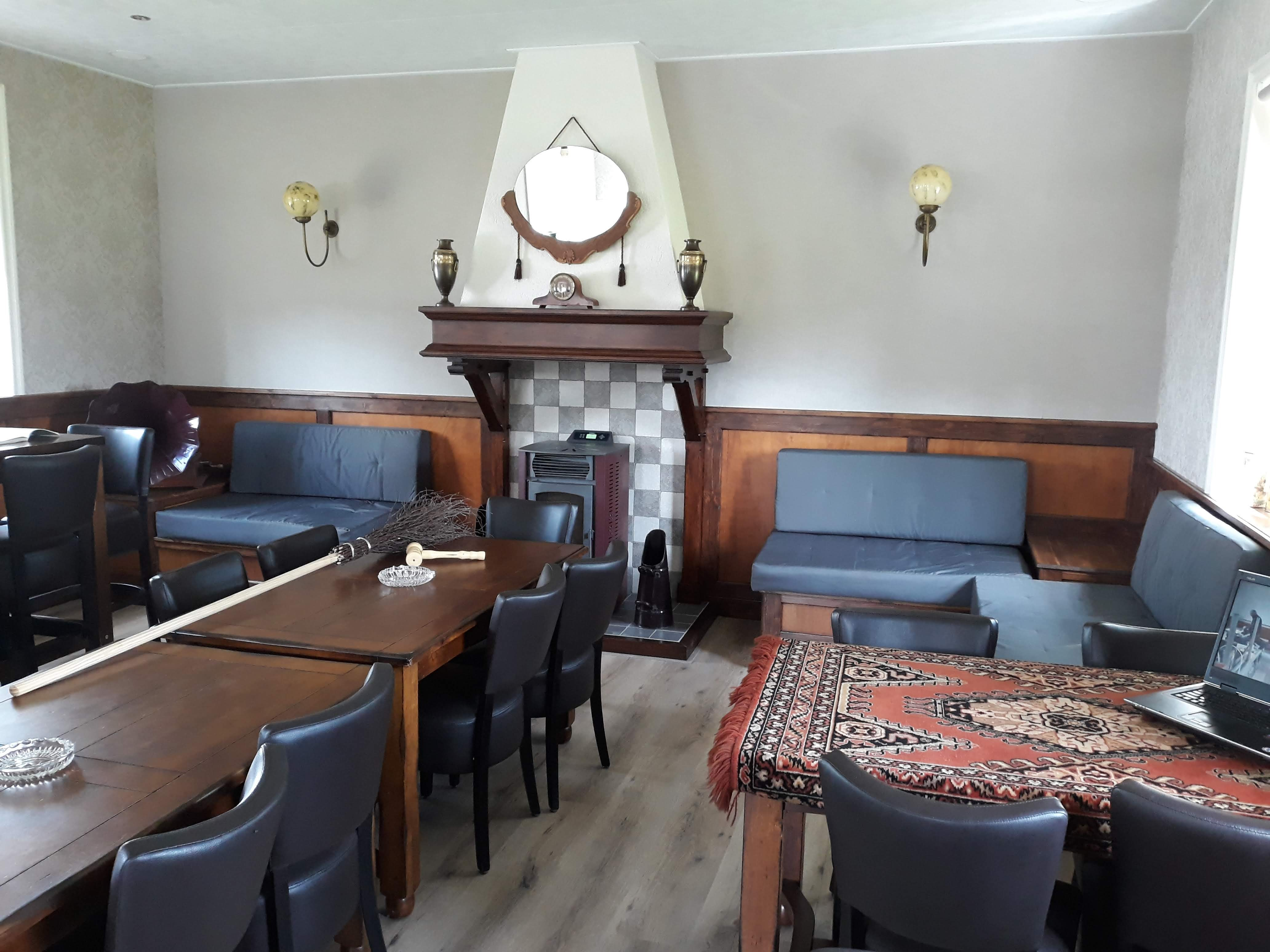
Interieur van het buurtgebouw Petersburg ná de renovatie in 2018
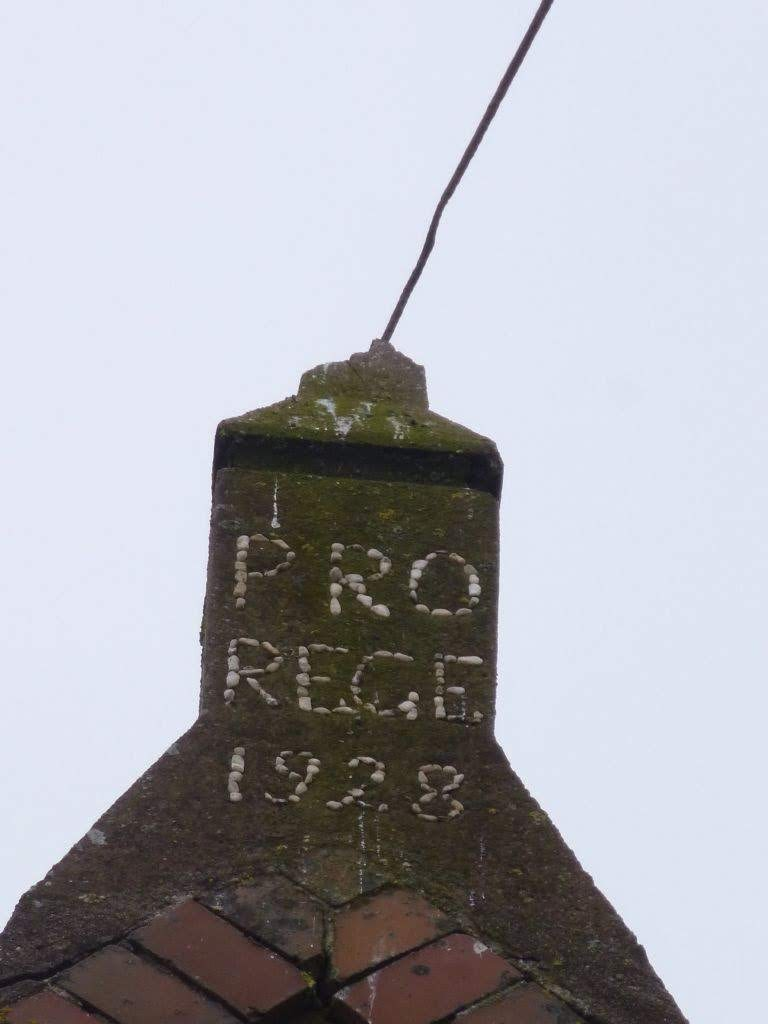
Nok van de voormalige dependance van de kerk van Surhuizum in 2018. De tekst van het opschrift luidt: PRO REGE 1928

Dorpen: Augustinusga · Boelenslaan · Buitenpost · Drogeham · Gerkesklooster · Harkema · Kootstertille · Stroobos · Surhuisterveen · Surhuizum · Twijzel · Twijzelerheide

Buurtschappen: Barghiem · Blauwhuis · Blauwverlaat · Buweklooster · Buwetille · De Kooten · De Laatste Stuiver · Dijkhuizen · Egypte · Gerben Allesverlaat · Hamsterpein · Hamshorn · Hiltjemoeiswouden · Jachtveld · Kortwoude · Kuikhorne (deels) · Lutkepost · Monniketille · Ophuis · Opperkooten · Rohel · Roodeschuur · Surhuizumer Mieden · Uitland · Vierhuizen · Westerend · Wildpad (deels) · Wildveld

Friesland: Steden en dorpen      Nederland: Provincies · Gemeenten